# Associação Desportiva de Valongo
La Associação Desportiva de Valongo es un club de hockey sobre patines de la ciudad de Valongo, en el Distrito de Oporto (Portugal). Fue fundado en 1955.

## Historia
Su principal éxito fue la consecución del campeonato de liga de la temporada 2013/14, que ganó en la última jornada tras vencer al FC Oporto, rompiendo el tradicional dominio de los grandes clubes portugueses. Posteriormente, también lograría la Supercopa António Livramento superando al SL Benfica por 7-5 en Coímbra.
A nivel internacional consiguió llegar a la final de la Liga Europea en la edición de la temporada 2021-22, perdiendo la final disputada en Torres Novas ante el GSH Trissino italiano. Dicha edición fue sumamente atípica, ya que los principales equipos europeos renunciaron a participar. No obstante, meses más tarde, ganó la Copa Continental en Follonica, precisamente ante el GSH Trissino.
En la temporada 2022-23 volvió a disputar la final de la Liga Europea, esta vez en una edición con todos los mejores equipos del continente en una final a 8 disputada en Viana do Castelo donde caería derrotado ante el FC Oporto por 5 a 1.

## Palmarés
Campeonatos nacionales:
- 1 Liga de Portugal (2013/14)
- 1 Supercopa António Livramento (2014)

Campeonatos internacionales:
- 1 Copa Continental (2022)